# Hôtel du Cerf
Das Hôtel du Cerf, auch Grand Hôtel du Cerf, war ein Hotel in der Rue de la Montagne (Bergstraße) in Echternach (Luxemburg).

## Geschichte
Im 19. Jahrhundert gehörte das Hotel Jean Foehr. In den Jahren 1862, 1863 und 1865 übernachtete Victor Hugo dort. Am 18. Oktober 1896 veranstaltete Jacques Marie Bellwald im Hôtel du Cerf die erste Filmvorführung Luxemburgs. Das Gebäude wurde vor 1912 renoviert. Damals befand es sich im Besitz der Geschwister Straus.
Es fiel der Ardennenoffensive zum Opfer und wurde später nicht wieder aufgebaut; stattdessen wurde die Rue du Pont angelegt. Am 30. Juni 1985 wurde eine Gedenktafel angebracht, die an das Hotel und seinen Gast Victor Hugo erinnert.